# Курочкин, Евгений Николаевич
Евге́ний Никола́евич Ку́рочкин (12 июля 1940 — 13 декабря 2011) — советский и российский учёный, палеонтолог, специалист по ископаемым птицам. Известен как первооткрыватель древнейшей веерохвостой птицы Ambiortus из нижнего мела Монголии. Автор оригинальной гипотезы дифилетического происхождения птиц. По его мнению, предком настоящих птиц мог быть протоавис (Protoavis texensis), на 75 млн лет древнее археоптерикса.

## Биография
В 1964 году окончил биолого-почвенный факультет МГУ. Поступил на работу в Палеонтологический институт.
В 1968 году защитил диссертацию кандидата биологических наук «Локомоция и морфология тазовых конечностей плавающих и ныряющих птиц».
С 1992 года возглавлял лабораторию завропсид в Палеонтологическом институте.
В 1994 году успешно защитил диссертацию доктора биологических наук «Основные этапы эволюции класса птиц».
Являлся членом учёного совета ПИН, заместителем председателя диссертационного совета при ПИН, членом редакционного совета ПИН.
Также был президентом Мензбировского орнитологического общества (с 1994 года), почётным членом Американского союза орнитологов, членом Международного орнитологического комитета, с 2009 года стал президентом Русского общества сохранения и изучения птиц им. М. А. Мензбира.

## Награды
- Первая премия МОИП (2004);
- Премия РФФИ за лучшую научно-популярную публикацию по материалам проектов РФФИ (2007, 2008);
- Медаль Петра I Международной Академии наук о природе и обществе (2000);
- Почётный знак РАЕН «За заслуги в развитии науки и экономики России» (2005);
- Медаль «За вклад в развитие Палеонтологического музея им. Ю. А. Орлова» (2007);
- Медаль А. А. Борисяка «За развитие палеонтологии» (2008);
- Премия X. Раусинга (1996).
- В 2013 году ископаемый вид орлов Aquila kurochkini был назван в честь Е. Н. Курочкина в знак признания его вклада в решение проблем эволюции и филогении птиц.
- В 2014 году ископаемый вид энанциорнисовых птиц Longusunguis kurochkini из мелового местонахождения Жехэ (Jehol) был назван в честь Е. Н. Курочкина[1][2].